# Limé
Limé – miejscowość i gmina we Francji, w regionie Hauts-de-France, w departamencie Aisne.
Według danych na rok 1990 gminę zamieszkiwało 189 osób, a gęstość zaludnienia wynosiła 34,1 osób/km².